# Oak Park (Geórgia)
Oak Park é uma cidade  localizada no estado americano de Geórgia, no Condado de Emanuel.

## Demografia
Segundo o censo americano de 2000, a sua população era de 366 habitantes.
Em 2006, foi estimada uma população de 381, um aumento de 15 (4.1%).

## Geografia
De acordo com o United States Census Bureau tem uma área de 18,6 km², dos quais 18,5 km² cobertos por terra e 0,1 km² cobertos por água. Oak Park localiza-se a aproximadamente 79 m acima do nível do mar.

## Localidades na vizinhança
O diagrama seguinte representa as localidades num raio de 24 km ao redor de Oak Park.